# منطقة عسكرية
المناطق العسكرية هي تشكيلات تابعة القوات المسلحة (غالبًا الجيش) مسؤولة عن منطقة معينة. غالبًا ماتكون مسؤولة عن الأمور الإدارية أكثر من الأمور التشغيلية. غالبًا تتعامل البلدان التي لديها الخدمة العسكرية الإلزامية مع أجزاء من دورة التجنيد الإجباري للقوات.
استخدمت القوات البحرية أيضًا نموذجًا مشابهًا مثل المناطق البحرية في الولايات المتحدة. كما استخدمت عدد من القوات البحرية في أمريكا الجنوبية التقسيمات البحرية في نقاط زمنية مختلفة.

## الجزائر

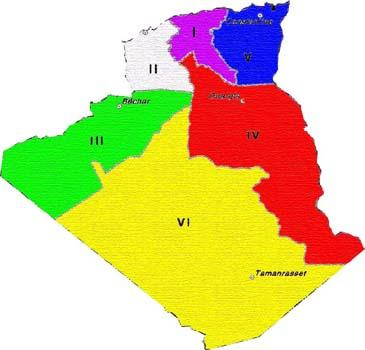
المناطق العسكرية في الجزائر

تنقسم الجزائر إلى ست مناطق عسكرية مرقمة، لكل منها مقر يقع في مدينة أو بلدة رئيسية (انظر الجيش الوطني الشعبي (الجزائر) # مناطق عسكرية). نشأ نظام التقسيم الإقليمي هذا، تم تبنيه بعد فترة قصيرة من الاستقلال، عن تقسيم الولايات في زمن الحرب وضرورة ما بعد الحرب لإخضاع التمردات المناهضة للحكومة التي كانت متمركزة في مختلف المناطق. يتحكم القادة الإقليميون ويديرون القواعد والعمليات اللوجستية والإسكان، بالإضافة إلى تدريب المجندين. يتولى قادة فرق وألوية الجيش ومنشآت القوات الجوية والقوات البحرية المسؤولية المباشرة أمام وزارة الدفاع الوطني ورؤساء أركان الخدمة فيما يتعلق بالأمور العملياتية. سابقا كانت الجزائر تشكل المنطقة العسكرية العاشرة لفرنسا.
شملت قيادة المناطق العسكرية في عام 2003 إبراهيم فضل الشريف (المنطقة العسكرية الأولى) وكمال عبد الرحمن (المنطقة العسكرية الثانية وأبسين طافر (المنطقة العسكرية الثالثة) وعبد المجيد ساهد (المنطقة العسكرية الرابعة وشريف عبد الرزاق (المنطقة العسكرية الخامسة) وعلي بن علي (المنطقة العسكرية السادسة).

## الصين

### جمهورية الصين
كان هناك 76 منطقة عسكرية شمالية (軍區)، مناطق عسكرية أو مناطق حرب، والتي كانت أكبر تشكيلات للجيش الثوري الوطني تحت لجنة الشؤون العسكرية برئاسة شيانج كاي شيك خلال الحرب الصينية اليابانية الثانية والحرب العالمية الثانية. خلال الحرب الصينية اليابانية الثانية نظم الجيش الثوري الوطني نفسه في اثني عشر منطقة عسكرية.

### جمهورية الصين الشعبية
قسمت المناطق العسكرية (أساسا إلى إحدى عشرة ثم سبع مناطق) التابعة لجيش التحرير الشعبي الصيني إلى مقاطعات عسكرية (عادة ما تكون متاخمة للمقاطعات) ومناطق فرعية عسكرية تحت قيادة اللجنة العسكرية المركزية.
في فبراير 2016، تم تغيير 7 مناطق عسكرية إلى 5 قيادات مسارح عمليات:
- قيادة مسرح العمليات الشرقي
- قيادة مسرح العمليات الجنوبي
- قيادة مسرح العمليات الغربي
- قيادة مسرح العمليات الشمالي
- قيادة مسرح العمليات المركزي

## فرنسا

### الجمهورية الثالثة
في ظل الجمهورية الثالثة كانت المنطقة العسكرية تتكون من عدة إدارات تدعم فيالق الجيش. لسنوات عديدة كان ما يصل إلى 21 منطقة عسكرية نشطة.

### الجمهورية الخامسة
مع تطور التنظيم الإداري تم تقسيم فرنسا إلى مناطق إدارية إقليمية (تقريبا عام 1963) (منطقة إدارية تابعة لحاكم المنطقة). ثم قام التنظيم العسكري بدمج التنظيم الإداري حيث كان يقابله تقسيم عسكري إقليمي في كل جمهورية إفريقيا الوسطى. على الجانب الدفاعي تم تجميع هذه التقسيمات العسكرية في مناطق عسكرية. اختلف عددهم حسب الفترة. عدد التقسيمات الحالية ستة.

## ألمانيا

### الرايخ الألماني
قبل وأثناء الحرب العالمية الثانية استخدمت ألمانيا نظام المناطق العسكرية (بالألمانية: Wehrkreis)‏ لإعفاء القادة الميدانيين من أكبر قدر ممكن من العمل الإداري ولتوفير تدفق منتظم للمجندين المدربين والإمدادات إلى الجيش الميداني. كانت الطريقة التي اعتمدوها هي فصل الجيش الميداني عن القيادة الداخلية وإسناد مسؤوليات التدريب والتجنيد والإمداد والمعدات إلى تلك القيادة.
كان قائد فيلق المشاة يقود أيضًا المنطقة العسكرية (الفيركريس) في وقت السلم، لكن قيادة المنطقة انتقلت إلى القائد الثاني عند اندلاع الحرب.

### جمهورية ألمانيا الاتحادية
كان لدى القوات المسلحة الألمانية (الجيش الألماني) حتى عام 2013 أربع مناطق عسكرية كجزء من خدمة الدعم المشترك أو قيادة دعم الخدمة المشتركة. سيطرت كل منطقة عسكرية على العديد من قيادات الولاية بحسب التقسيم الفيدرالي لألمانيا الذي تولى المهام التي كانت تقوم بها قيادات المنطقة العسكرية أو قيادات منطقة الدفاع. تعتبر هذه السلطات القيادية مسؤولة عن جميع المنشآت العسكرية. حاليا تخضع قيادة المناطق للقيادة الإقليمية الوطنية المسماة قيادة المهام الإقليمية للجيش الألماني.

## إندونيسيا

المناطق العسكرية الإندونيسية اعتبارًا من عام 2021

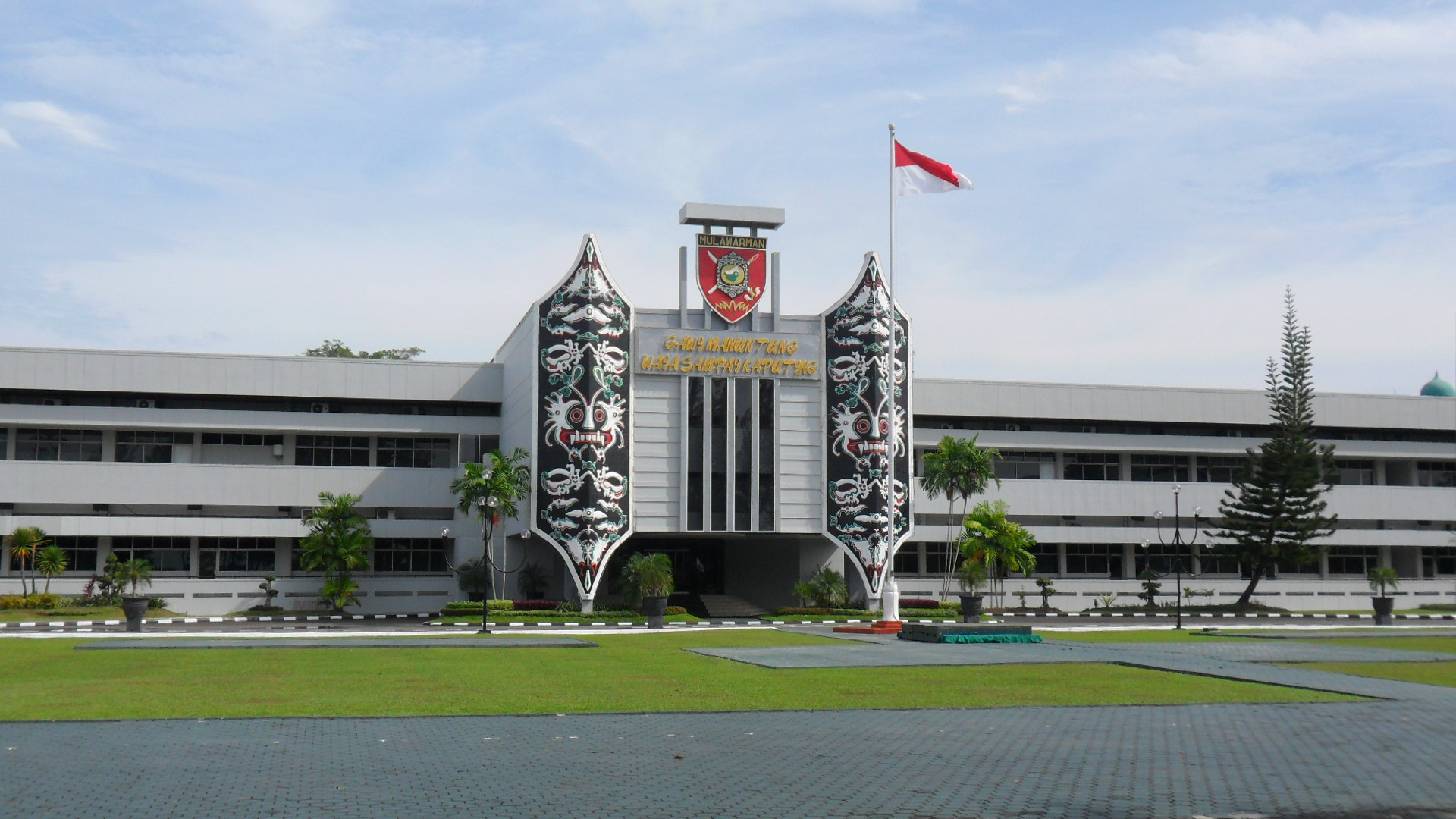
مقر قيادة منطقة مولوارمان العسكرية ، يقع في باليكبابان ، كاليمانتان الشرقية

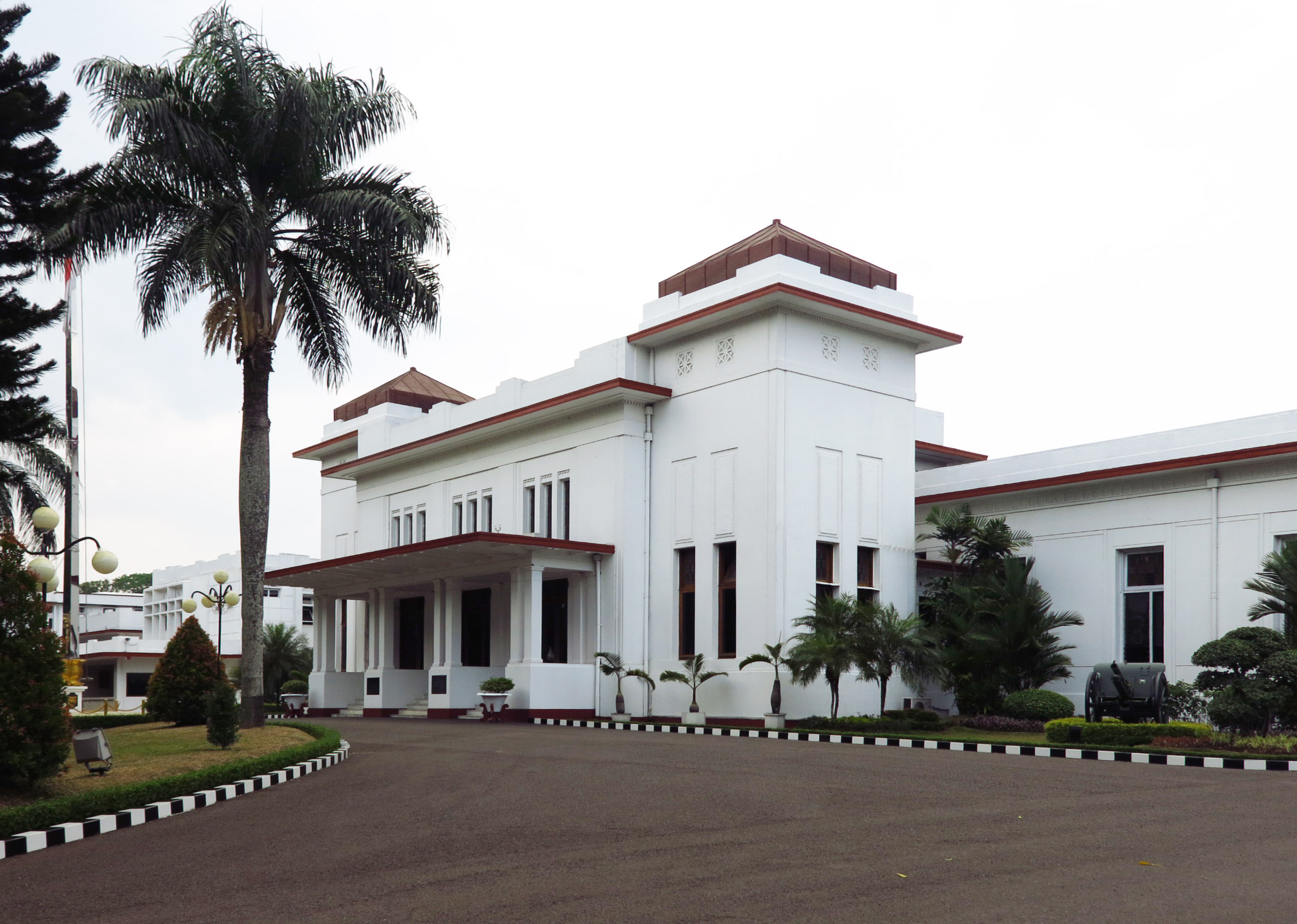
مقر قيادة منطقة سيليوانجي العسكرية في باندونغ ، جاوة الغربية

يستخدم الجيش الإندونيسي المناطق عسكرية المعروفه باسم قيادة المنطقة العسكرية. أسس النظام بواسطة الجنرال سوديرمان كنظام يسمى في البداية «الدوائر العسكرية»، مقتبس من النظام الألماني خلال الحرب العالمية الثانية. تم التصديق على النظام لاحقًا في نوفمبر 1948.
عملت القيادات الإقليمية العسكرية كوسيلة من وسائل الدفاع، أو الدفاع الإقليمي، للدفاع عن الجزر / المقاطعات المعينة ضمن الأراضي الإندونيسية. كان لكل قائد منطقة عسكرية السلطة الكاملة لبدء العمليات بالموارد المتوفرة في المنطقة. يتمتع قادة المناطق العسكرية بالقيادة والاستقلالية على الهياكل والتشكيلات العسكرية.

## كازاخستان

القيادات الإقليمية في كازاخستان

تعمل القيادة الإقليمية (بالقازاقية: Аймақтық қолбасшылық)‏، (بالروسية: Региональная команда)‏ في كازاخستان بطريقة مماثلة للمناطق العسكرية الروسية.
تنقسم القوات البرية الكازاخستانية إلى أربع قيادات إقليمية:
- القيادة الإقليمية "أستانا" ومقرها نور سلطان
- القيادة الإقليمية "الشرقية" ومقرها في سيمي
- القيادة الإقليمية "الغربية" ومقرها في أتيراو
- القيادة الإقليمية "الجنوبية" ومقرها تاراز

## بولندا
بعد الحرب العالمية الأولى مباشرة كان لدى بولندا خمس مناطق عسكرية (1918-1921):
- منطقة كراكوف العسكرية (Krakowski Okręg Wojskowy)، المقر الرئيسي في كراكوف
- منطقة لودز العسكرية (ódzki Okręg Wojskowy)، المقر الرئيسي في لودز
- منطقة لوبلين العسكرية (Lubelski Okręg Wojskowy)، المقر الرئيسي في لوبلين.
- منطقة بوزنان العسكرية (Poznański Okręg Wojskowy)، المقر الرئيسي في بوزنان
- منطقة وارسو العسكرية (Warszawski Okręg Wojskowy)، المقر الرئيسي في وارسو.

نظرا لإعادة التنظبم استبدلت المناطق العسكرية بـقيادة مناطق السيطرة في عام 1921. في جمهورية بولندا الثانية كان هناك عشر قيادة مناطق:
- الأول- وارسو
- الثانية - لوبلين
- الثالثة - غرودنو
- الرابعة - وودج
- الخامسة - كراكوف
- السادسة - لفيف
- السابعة - بوزنان
- الثامنة - تورون
- التاسعة - برست
- العاشرة - برزيميل

تتكون كل منطقة من أربع وحدات كبيرة (ثلاثة فرق مشاة ولواء سلاح الفرسان).
للإطلاع على تقسيمات المناطق بعد الحرب العالمية الثانية انظر القوات البرية البولندية. في عام 1953 تم حل منطقة كراكوف العسكرية. منذ عام 1999 قسمت بولندا إلى منطقتين عسكريتين، منطقة بوميرانيان العسكرية ومنطقة سيليزيا العسكرية، ولكن تم حلهما بحلول نهاية عام 2011.

## روسيا والاتحاد السوفيتي

### الإمبراطورية الروسية

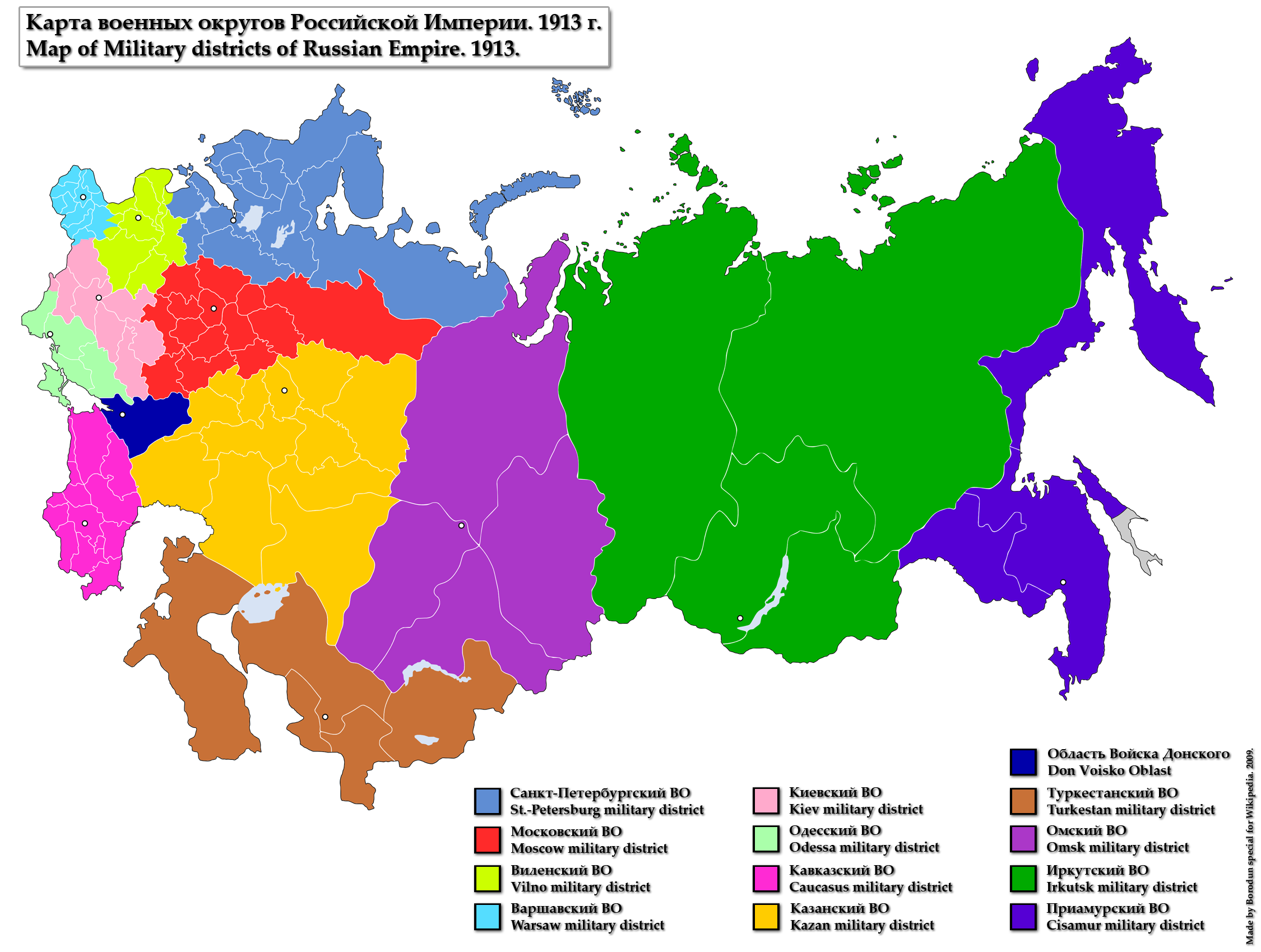
المناطق العسكرية للإمبراطورية الروسية عام 1913

المنطقة العسكرية للإمبراطورية الروسية (بالروسية: вое́нный о́круг)‏ عبارة عن رابطة إقليمية للوحدات العسكرية والتشكيلات والمدارس العسكرية والعديد من المؤسسات العسكرية المحلية. تم استخدام هذا النوع من التقسيم الإقليمي في الإمبراطورية الروسية والاتحاد السوفيتي، كما انه قيد الاستخدام حاليًا في روسيا. منح هذا التقسيم الإقليمي إدارة ملائمة لوحدات الجيش وتدريبها وأنشطة أخرى تتعلق باستعداد البلاد للدفاع عن نفسها.

### الاتحاد السوفياتي
خلال فترة الاتحاد السوفياتي استمرت المناطق العسكرية في أداء نفس الدور الذي قامت به خلال الإمبراطورية الروسية، وشكلت أول ست مناطق عسكرية (ياروسلافسكي، موسكوفسكي، أورلوفسكي، بيلومورسكي، أورالسكي، وبريفولجسكي) في 31 مارس 1918 خلال الحرب الأهلية الروسية.
أرتفع هذا العدد إلى 17 منطقة عسكرية في الاتحاد السوفياتي بداية يوليو 1940 قبل وقت قصير من غزو ألمانيا للاتحاد السوفيتي ودخوله الحرب العالمية الثانية، واستخدمت لإنشاء جبهات قتالية عقب بدء الغزو الألماني لاتحاد الجمهوريات الاشتراكية السوفياتية. خلال الحرب تم تقسيم المناطق إلى مناطق جغرافية لأسباب لوجستية وهي:
- المناطق الشمالية والشمالية الغربية
- المناطق الغربية والوسطى من اتحاد الجمهوريات الاشتراكية السوفياتية
- المناطق الجنوبية والجنوبية الغربية
- مناطق سيبيريا وآسيا الوسطى
- مناطق أقصى الشرق

بعد الحرب ارتفع العدد إلى 33 للمساعدة في تسريح القوات ولكن بحلول أكتوبر 1946 انخفض العدد إلى 21. بحلول نهاية الثمانينيات، مباشرة قبل تفكك الاتحاد السوفيتي، كان هناك ستة عشر منطقة عسكرية، ضمن ثلاث إلى خمس مجموعات إستراتيجية رئيسية في مسرح الحرب.

### الاتحاد الروسي
تعمل المنطقة عسكرية (بالروسية: вое́нный о́круг)‏ في الاتحاد الروسي تحت قيادة مقر مركز القيادة للمنطقة برئاسة قائد المنطقة، ويخضع لهيئة الأركان العامة للقوات المسلحة للاتحاد الروسي.  (في السابق تحت قيادة القائد العام للقوات البرية الجنرال نيكولاي كورميلتسيف، كانت المناطق العسكرية تقدم تقارير إلى هيئة الأركان العامة عبر أركان القوات البرية الروسية.) تعد المنطقة رابطة إقليمية للوحدات العسكرية والتشكيلات والمدارس العسكرية والمؤسسات العسكرية المحلية المختلفة. تم اعتماد هذا النوع من التقسيم الإقليمي تاريخيًا في الأساس من قبل الإمبراطورية الروسية لتوفير إدارة أكثر كفاءة لوحدات الجيش، وتدريباتهم وأنشطة العمليات الأخرى المتعلقة بالاستعداد القتالي.
من عام 1992 إلى عام 2010، أبقت القوات المسلحة على عدد قليل من مناطق القوات المسلحة السوفيتية السابقة - منطقة لينينغراد العسكرية، منطقة موسكو العسكرية، منطقة فولغا أورال العسكرية، منطقة شمال القوقاز العسكرية، منطقة سيبيريا العسكرية، منطقة أقصى الشرق العسكرية.

المناطق العسكرية في روسيا اعتبارًا من عام 2016

في 2009-2010 أعيد تشكيل هذه المناطق في 4 مناطق عسكرية تضم قيادات إستراتيجية مشتركة إقليمية. وفي 2014 أعيد تنظيم الأسطول الشمالي إلى قيادة إستراتيجية مشتركة منفصلة.
- المنطقة العسكرية الغربية ومقرها في سانت بطرسبرغ
- المنطقة العسكرية الجنوبية ومقرها في روستوف أون دون
- المنطقة العسكرية المركزية ومقرها في ايكاترينبرج
- المنطقة العسكرية الشرقية ومقرها في خاباروفسك
- الأسطول الشمالي ومقره في سيفيرومورسك

## السويد
المنطقة العسكرية (بالسويدية: Militärområde)‏ كانت التقسيم الإداري للقوات المسلحة السويدية، وكان يعد تقسيمًا فرعيًا على مستوى إقليمي أعلى. كان قائد المنطقة العسكرية يقود تقسيمات الجيش السويدي المتمركزة في المنطقة، والقيادة البحرية الإقليمية، وقطاع الدفاع الجوي الإقليمي وكذلك مناطق الدفاع على المستوى الإقليمي الأدنى التي تشكل المنطقة العسكرية. كان قائد المنطقة يرتبط مباشرة بالقائد الأعلى. تأسست المناطق العسكرية بشكلها الحديث عام 1966، وتم تسمية كل منطقة حسب المنطقة الجغرافية التي تغطيها. تم إجراء العديد من التغييرات مثل إنشاء أو دمج المناطق حتى تم حل جميع المناطق العسكرية في عام 2000. بعد قانون الدفاع لعام 2000، تم استبدال المناطق العسكرية بمناطق عسكرية جديدة (بالسويدية: Militärdistrikt)‏. تتوافق المناطق العسكرية الجديدة جغرافيًا مع المناطق العسكرية السابقة، إلا انها ليس لديها نفس المهام الإقليمية والعملياتية. في عام 2005 تم استبدال المناطق العسكرية إلى حد ما بأربعة أقسام للأمن والتعاون (بالسويدية: Säkerhets- och samverkanssektioner)‏.

## المملكة المتحدة
تطورت المناطق الإقليمية للجيش البريطاني ببطء على مدار الـ 150 عامًا الماضية. لسنوات عديدة كانت هناك قيادات اقليمية في المملكة المتحدة بما في ذلك قيادة ألدرشوت (من عام 1880) والقيادة الشرقية والقيادة الشمالية، والقيادة الاسكتلندية والقيادة الجنوبية والقيادة الغربية (من عام 1905). بحلول عام 1985 أستبدلت هذه القيادات بالمناطق، وحتى ربيع عام 1991 كان هناك تسعة منها. كتب أنتوني بيفور في نسخته المنقحة «من داخل الجيش البريطاني» في عام 1991 أن «أول المناطق الثانوية التي تم دمجها كانت منطقة الشمال الغربي والمنطقة الغربية وويلز لتشكيل منطقة غربية جديدة.» ظل المقر الرئيسي لأيرلندا الشمالية منفصلاً ولم يرتبط بالقوات البرية للمملكة المتحدة إلا في الأمور غير التشغيلية.

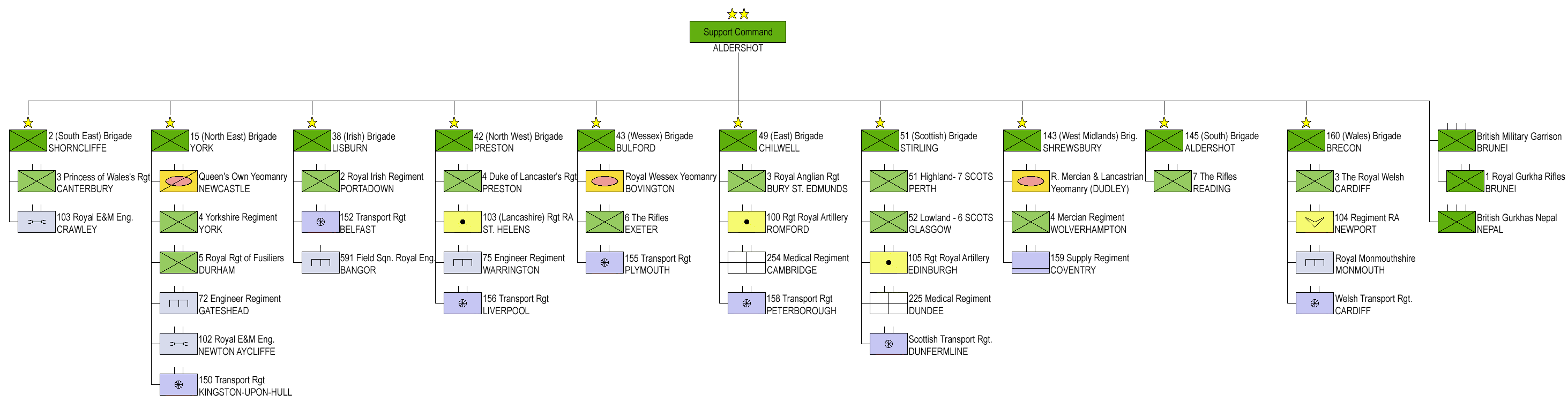
هيكل القوات الإقليمية عام 2006

من عام 1995 استبدلت مراكز قيادات المملكة المتحدة والمناطق اللاحقة بأقسام متطورة. عملت الفرقة الثانية والفرقة الرابعة والفرقة الخامسة ومنطقة لندن كقيادات إقليمية داخل المملكة المتحدة تقدم تقاريرها إلى قائد القوات الإقليمية. تم استيعاب مقاطعة اسكتلندا من قبل التقسيم الثاني في عام 2000. كانت التقسيمات مسؤولة عن تدريب التشكيلات والوحدات التابعة تحت قيادتها للعمليات في المملكة المتحدة مثل المساعدة العسكرية للمجتمع المدني، فضلاً عن تدريب الوحدات على عمليات الانتشار في الخارج. تم استبدال التقسيمات الثانية والرابعة والخامسة بقيادة الدعم في 1 نوفمبر 2011.

## الولايات المتحدة
كانت الإدارة العسكرية عبارة عم قيادة عسكرية وإدارية للجيش الأمريكي. حاليا يتم تشكيل التنظيم العسكري الأمريكي حول قيادة مقاتلة موحدة تشمل مناطق ومسؤوليات جغرافية مختلفة.

## أوزبكستان

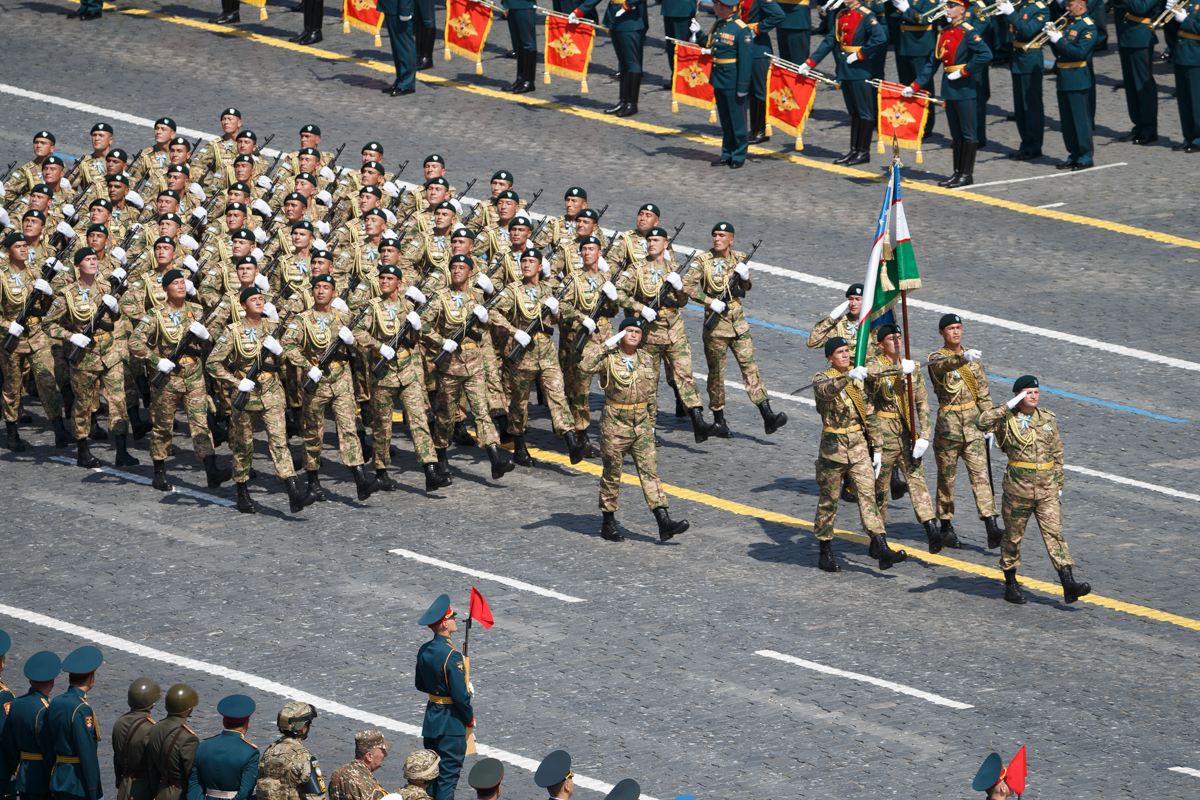
قوات منطقة طشقند العسكرية خلال موكب يوم النصر في موسكو 2020 في الساحة الحمراء.

المناطق العسكرية (بالأوزبكية: Harbiy okruglar)‏‎ التابعة للقوات المسلحة لأوزبكستان تخضع لسلطة وزارة الدفاع الجمهورية. في مايو 2001  تم تحويل حامية طشقند إلى منطقة طشقند العسكرية. فيما يلي قائمة المناطق العسكرية في أوزبكستان:
- المنطقة العسكرية الشمالية الغربية (مقرها في نكوص)
- المنطقة العسكرية الخاصة الجنوبية الغربية (مقرها في قرشي)
- المنطقة العسكرية المركزية (مقرها في جيزك)
- المنطقة العسكرية الشرقية (مقر فرغانة)
- منطقة طشقند العسكرية (المقر الرئيسي طشقند)

تتم عملية التعبئة في صفوف التشكيلات والوحدات في زمن الحرب بأمر من قادة المناطق العسكرية.

## فيتنام
يمتلك الجيش الشعبي الفيتنامي 8 مناطق عسكرية:
- قيادة العاصمة هانوي: تابعة مباشرة لوزارة الدفاع الفيتنامية، مكلفة بتنظيم وبناء وإدارة وقيادة القوات المسلحة التي تدافع عن العاصمة. المقر الرئيسي في هانوي.
- المنطقة العسكرية الأولى: تابعة مباشرة لوزارة الدفاع الفيتنامية، مكلفة بالحماية من الغزو الأجانبي؛ وتنظيم وبناء وإدارة وقيادة القوات في شمال شرق فيتنام. المقر الرئيسي في تاي نجوين.
- المنطقة العسكرية الثانية: تابعة مباشرة لوزارة الدفاع الفيتنامية. مكلفة بتنظيم وبناء وإدارة وقيادة القوات المسلحة التي تدافع عن شمال غرب فيتنام. المقر الرئيسي في فيت تري.
- المنطقة العسكرية الثالثة: تابعة مباشرة لوزارة الدفاع الفيتنامية. مكلفة بتنظيم وبناء وإدارة وقيادة القوات المسلحة التي تدافع عن منطقة دلتا النهر الأحمر. المقر الرئيسي في ها فونغ.
- المنطقة العسكرية الرابعة: تابعة مباشرة لوزارة الدفاع الفيتنامية ومكلفة بتنظيم وبناء وإدارة وقيادة القوات المسلحة التي تدافع عن شمال وسط فيتنام. المقر الرئيسي في فينه.
- المنطقة العسكرية الخامسة: تابعة مباشرة لوزارة الدفاع الفيتنامية ومكلفة بتنظيم وبناء وإدارة وقيادة القوات المسلحة التي تدافع عن جنوب وسط فيتنام، بما في ذلك المرتفعات الغربية والمقاطعات الساحلية الجنوبية الوسطى. المقر الرئيسي في دا نانغ.
- المنطقة العسكرية السابعة: تابعة مباشرة لوزارة الدفاع الفيتنامية، مكلفة بتنظيم وبناء وإدارة وقيادة القوات المسلحة التي تدافع عن جنوب شرق فيتنام. المقر الرئيسي في مدينة هو تشي منه.
- المنطقة العسكرية التاسعة: تابعة مباشرة لوزارة الدفاع الفيتنامية؛ ومكلفة بتنظيم وبناء وإدارة وقيادة القوات المسلحة التي تدافع عن دلتا نهر ميكونغ. المقر الرئيسي في كن تاه.

كان لدى جيش جمهورية فيتنام في الأصل أربعة فيالق، على سبيل المثال الفيلق الأول (جنوب فيتنام). في وقت لاحق تم إعادة تسمية المناطق العسكرية.